# Egenolf Lake
Egenolf Lake är en sjö i Kanada.   Den ligger i provinsen Manitoba, i den centrala delen av landet, 2 200 km nordväst om huvudstaden Ottawa. Egenolf Lake ligger 285 meter över havet. Arean är 99 kvadratkilometer. Den sträcker sig 15,6 kilometer i nord-sydlig riktning, och 22,1 kilometer i öst-västlig riktning.
Omgivningarna runt Egenolf Lake är i huvudsak ett öppet busklandskap. Trakten runt Egenolf Lake är nära nog obefolkad, med mindre än två invånare per kvadratkilometer.